# Florence Cushman
Florence Cushman, född 1860 i Boston, Massachusetts, USA, och död 1940, var en amerikansk astronom som specialiserade sig på stjärnklassificering vid Harvard College-observatoriet och arbetade med Henry Draperkatalogen, omfattande 225 300 stjärnor, fördelade över hela himlen och upptagna på över 2 000 fotoplåtar.

## Biografi

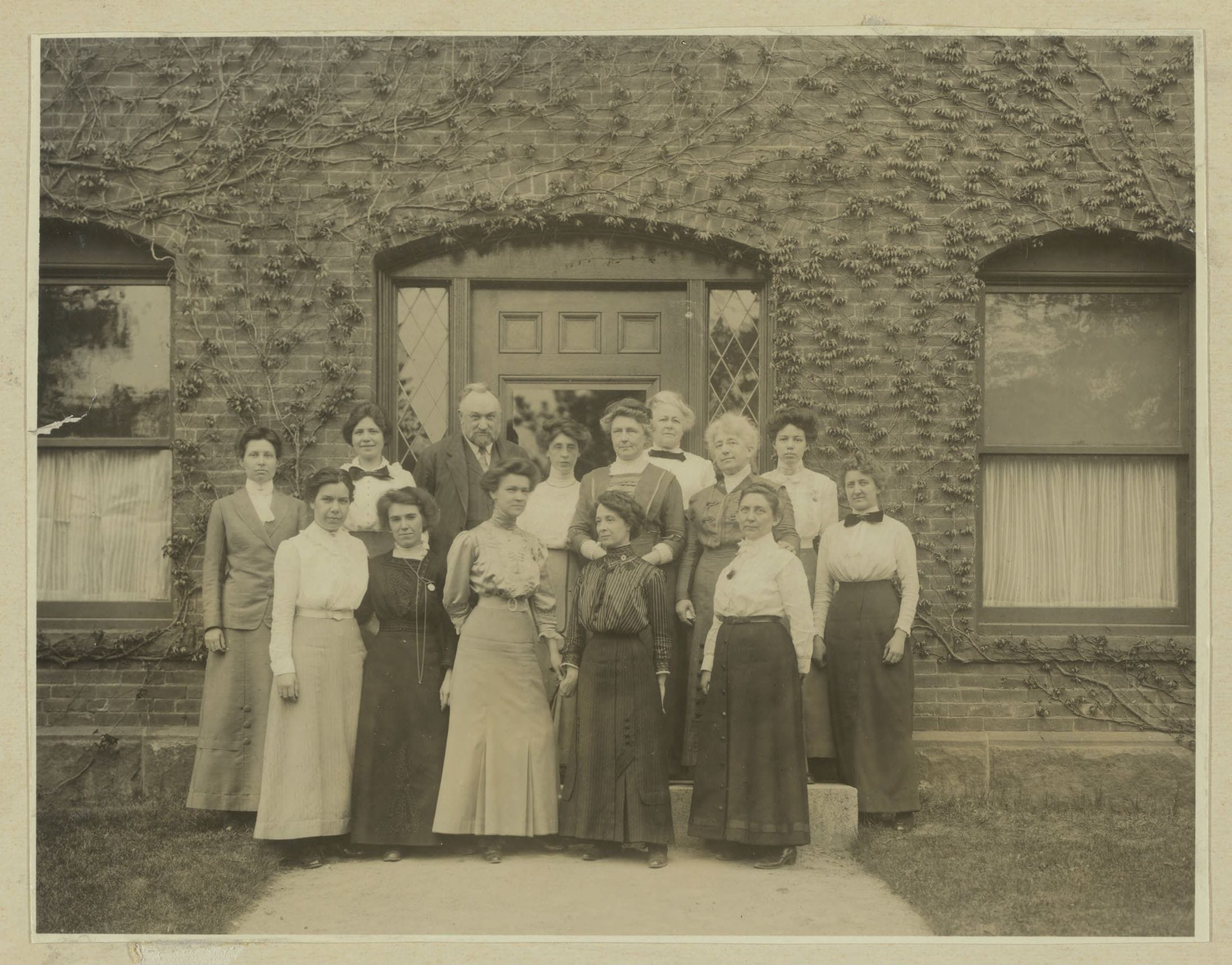
Harvardanalytikerna och Edward Charles Pickering vid Harvard College Observatory, maj 1913. Bakre raden (vänster till höger): Margaret Harwood, Mollie O'Reilly, Edward C. Pickering, Edith Gill, Annie Jump Cannon, Evelyn Lland, Florence Cushman, Marion Whyte, Grace Brooks. Främre raden: Arville Walker, möjligen Johanna Mackie, Alta Carpenter, Mabel Gill, Ida Woods.

Cushman  fick sin tidiga utbildning vid Charlestown High School, där hon tog examen 1877. År 1888 började hon arbeta vid Harvard College Observatory som anställd hos Edward Pickering. Florence var en av "Harvard Computers" som arbetade tätt ihop med Annie Jump Cannon med Henry Draper-katalogen mellan 1918 och 1934. Hon blev kvar som astronom vid observatorier fram till 1937, 77 år gammal.

### Karriär vid Harvard College Observatory
Cushman arbetade vid Harvard College Observatory från 1918 till 1937. Under sin nästan femtioåriga karriär använde hon den objektiva prismametoden för att analysera, klassificera och katalogisera det optiska spektrumet av hundratusentals stjärnor. På 1800-talet möjliggjorde den fotografiska revolutionen en mer detaljerad analys av natthimlen än vad som hade varit möjligt med enbart ögonbaserade observationer. För att få underlag till mätning av optiska spektra arbetade manliga astronomer vid observatoriet på natten och exponerade fotografiska glasplåtar för att fånga de astronomiska bilderna.
Under dagtid analyserade kvinnliga assistenter som Cushman det resulterande spektrumet genom att reducera värden, beräkna magnituder och katalogisera resultaten. Hon har tillskrivits positionsbestämning och magnitudanpasssning av stjärnorna som listas i 1918 års upplaga av Henry Draper Catalogue, som presenterade spektra av ungefär 225 000 stjärnor. När Edward Pickering beskrev det engagemang och den effektivitet med vilken Harvardanalytikerna, bland andra Cushman, genomförde denna insats, sade han, "en förlust på en minut i varje uppskattning skulle försena publiceringen av hela arbetet med motsvarande tiden för en assistent i två år."